# Знам'янка (Миколаївський район)
Знам'янка — селище в Україні, у Шевченківській сільській громаді Миколаївського району Миколаївської області. Населення становить 481 особу.

## Історія
До 1820 року село належало до адміралтейських поселень, з 1820 року — до військових поселень.
Колишній орган місцевого самоврядування — Центральна сільська рада. 17 липня 2020 року, в результаті адміністративно-територіальної реформи та ліквідації Снігурівського району, селище увійшло до складу Миколаївського району.

## Населення

### Мова
Розподіл населення за рідною мовою за даними перепису 2001 року:
| Мова       | Кількість | Відсоток |
| ---------- | --------- | -------- |
| українська | 464       | 96.47%   |
| російська  | 11        | 2.27%    |
| білоруська | 2         | 0.42%    |
| вірменська | 2         | 0.42%    |
| румунська  | 2         | 0.42%    |
| Усього     | 481       | 100%     |